# Nauru aux Jeux olympiques
Indépendante depuis 1968, la République de Nauru a participé à ses premiers Jeux olympiques d'été en 1996 à Atlanta mais n'a pas encore participé à des Jeux olympiques d'hiver.

## Histoire
Après la création du Comité national olympique nauruan en 1991, Nauru participe indirectement aux Jeux olympiques d'été de 1992 qui se déroulent à Barcelone en envoyant l'haltérophile Marcus Stephen concourir sous les couleurs des Samoa.
Lorsque le Comité international olympique reconnait le Comité national olympique nauruan en 1994, Nauru peut participer aux Jeux olympiques d'été suivants qui se tiennent à Atlanta en 1996 en envoyant deux haltérophiles. Deux autres haltérophiles sont envoyés à Sydney en 2000, trois à Athènes en 2004 et un seul à Pékin en 2008. Ce faible nombre de participants fait de la délégation de Nauru une des plus petites à chaque édition des Jeux olympiques.
De par le climat équatorial de Nauru situé dans l'océan Pacifique au nord-est de l'Australie, les sports d'hiver sont totalement absents dans le pays ce qui explique l'absence de participation de Nauru à des Jeux olympiques d'hiver.
Nauru n'a encore pas envoyé d'athlètes à des Jeux paralympiques.
À la fin des Jeux olympiques d'été de 2020, Nauru n'a encore remporté aucune médaille à des Jeux olympiques.

## Disciplines
Nauru n'a participé qu'à l'haltérophilie dans le cadre des Jeux olympiques à l'exception de Cherico Detenamo en athlétisme. L'haltérophilie est le sport national nauruan au côté du football australien mais ce dernier n'est pas une discipline olympique.
L'entraineur des haltérophiles nauruans depuis 1994 est Paul Coffa qui est également entraineur à la Fédération d'haltérophilie d'Océanie.

## Comité national olympique nauruan
Le Comité national olympique nauruan a été fondé en 1991 et a été reconnu par le Comité international olympique en 1994.

## Tableau récapitulatif
| Année        | Athlètes | Médaille d'or, Jeux olympiques | Médaille d'argent, Jeux olympiques | Médaille de bronze, Jeux olympiques | Total | Rang |
| ------------ | -------- | ------------------------------ | ---------------------------------- | ----------------------------------- | ----- | ---- |
| Atlanta 1996 | 3        | 0                              | 0                                  | 0                                   | 0     | -    |
| Sydney 2000  | 2        | 0                              | 0                                  | 0                                   | 0     | -    |
| Athènes 2004 | 3        | 0                              | 0                                  | 0                                   | 0     | -    |
| Pékin 2008   | 1        | 0                              | 0                                  | 0                                   | 0     | -    |
| Londres 2012 | 2        | 0                              | 0                                  | 0                                   | 0     | -    |
| Rio 2016     | 2        | 0                              | 0                                  | 0                                   | 0     | -    |
| Tokyo 2020   | 2        | 0                              | 0                                  | 0                                   | 0     | -    |
| Paris 2024   | 1        | 0                              | 0                                  | 0                                   | 0     | -    |
| Total        | 15       | 0                              | 0                                  | 0                                   | 0     | -    |

## Porte-drapeau nauruan
| Jeux         | Porte-drapeau                    | Sport                    |
| ------------ | -------------------------------- | ------------------------ |
| Atlanta 1996 | Marcus Stephen                   | Haltérophilie            |
| Sydney 2000  | Marcus Stephen                   | Haltérophilie            |
| Athènes 2004 | Yukio Peter                      | Haltérophilie            |
| Pékin 2008   | Itte Detenamo                    | Haltérophilie            |
| Londres 2012 | Itte Detenamo                    | Haltérophilie            |
| Rio 2016     | Elson Brechtefeld                | Haltérophilie            |
| Tokyo 2020   | Nancy Genzel Abouké Jonah Harris | Haltérophilie Athlétisme |
| Paris 2024   | Winzar Kakiouea                  | Athlétisme               |